# (152454) Darnyi
(152454) Darnyi est un astéroïde de la ceinture principale.

## Description
(152454) Darnyi est un astéroïde de la ceinture principale. Il fut découvert le 3 novembre 2005 à Piszkesteto par Krisztián Sárneczky. Il présente une orbite caractérisée par un demi-grand axe de 2,31 UA, une excentricité de 0,04 et une inclinaison de 6,5° par rapport à l'écliptique.

## Compléments